# 黄花滇藏杜鹃
黄花滇藏杜鹃（学名：[Rhododendron temenium var. gilvum] 错误：{{Lang}}：文本有斜体标记（帮助））为杜鹃花科杜鹃花属下的一个变种。

## 扩展阅读
- 維基物種上的相關：黄花滇藏杜鹃